# Grumpy Old Men (film)
Grumpy Old Men is een Amerikaanse film van Donald Petrie die werd uitgebracht in 1993. 

## Verhaal
John en Max zijn buren sinds meer dan vijftig jaar. John is een gescheiden en gepensioneerde leerkracht, Max is een gepensioneerde televisiereparateur en weduwnaar. John en Max zijn twee oude brompotten die voortdurend ruzie maken en elkaar jennen sinds John destijds aan de haal ging met Max' lief.
Op een dag komt Ariel dicht in de buurt van de twee vijanden wonen. Ariel is een heel aantrekkelijke uitbundige vrouw van middelbare leeftijd. Ze is professor aan de universiteit en weduwe. Alle twee voelen ze zich onmiddellijk tot haar aangetrokken. Hun vete wordt hierdoor nog meer aangewakkerd.

## Rolverdeling
| Acteur           | Personage                                              |
| ---------------- | ------------------------------------------------------ |
| Jack Lemmon      | John Gustafson Jr.                                     |
| Walter Matthau   | Max Goldman                                            |
| Ann-Margret      | Ariel Truax                                            |
| Burgess Meredith | John Gustafson Sr.                                     |
| Daryl Hannah     | Melanie Gustafson                                      |
| Kevin Pollak     | Jacob Goldman                                          |
| Ossie Davis      | Chuck, eigenaar van de aaswinkel                       |
| Buck Henry       | Elliott Snyder, agent van de federale belastingsdienst |